# Sonderforschungsbereich 700 „Governance in Räumen begrenzter Staatlichkeit: Neue Formen des Regierens?“
Der Sonderforschungsbereich 700: „Governance in Räumen begrenzter Staatlichkeit: Neue Formen des Regierens?“ (SFB 700) war eine auf zwölf Jahre angelegte Forschungseinrichtung, die von der Deutschen Forschungsgemeinschaft (DFG) finanziert wurde und an der fünf Trägerinstitutionen beteiligt waren: die Freie Universität Berlin, die Universität Potsdam, die Stiftung Wissenschaft und Politik (SWP), das Wissenschaftszentrum Berlin für Sozialforschung (WZB) und das German Institute of Global and Area Studies (GIGA). Der SFB 700 umfasste außerdem ein Transferprojekt, das in wechselseitigem Wissensaustausch mit dem Auswärtigen Amt (AA) die Implikationen der Forschungsergebnisse für die deutsche Außenpolitik untersuchte.

## Geschichte
Der Sonderforschungsbereich nahm seine Arbeit im Jahre 2006 auf. Die Eröffnungskonferenz, bei der Robert O. Keohane die Hauptrede und Staatssekretär Georg Boomgaarden die Auftaktrede hielten, fand am 23. und 24. Februar 2007 in Berlin statt. Bereits diese Eröffnungsveranstaltung fand überregionale Medienresonanz beispielsweise in der Süddeutschen Zeitung und dem Handelsblatt, das den SFB 700 am 28. Februar 2007 in einem Artikel unter der Überschrift Wenn der Staat nicht mehr allein regiert vorstellte. Der Forschungsverbund SFB 700 war auf zwölf Jahre angelegt und unterteilte sich in drei Förderphasen (2006–2009, 2010–2013, 2014–2017). Zunächst hatte die Deutsche Forschungsgemeinschaft vier Jahre bewilligt und dafür insgesamt etwa 6,5 Millionen Euro bereitgestellt. Erfolgreiche Verlängerungsanträge wurden 2009 und 2013 gestellt. Die Förderung lief Ende 2017 aus.

## Organisation
Sprecher des Sonderforschungsbereichs 700 waren Thomas Risse und Stefan Rinke. In der letzten Förderperiode 2014–17 bestand der SFB 700 aus 17 Teilprojekten, die den fünf Projektbereichen Theoretische Grundlagen, Governance-Institutionen, Sicherheit, Wohlfahrt und Umwelt und Transfer zugeordnet waren. Die einzelnen Teilprojekte waren an den fünf Trägerinstitutionen des SFB 700 angesiedelt: der Freien Universität Berlin (als Sprecherhochschule), der Universität Potsdam, der Stiftung Wissenschaft und Politik (SWP), dem Wissenschaftszentrum Berlin für Sozialforschung (WZB) und dem German Institute of Global and Area Studies (GIGA).
Alle Teilprojektleiterinnen und Teilprojektleiter bildeten gemeinsam mit ihren Wissenschaftlichen Mitarbeiterinnen und Mitarbeitern die Mitgliederversammlung des SFB 700. Diese wählten das Sprecherteam sowie die übrigen Mitglieder des Vorstandes, die sich aus den am Sonderforschungsbereich vertretenen Statusgruppen zusammensetzte. Die Geschäftsführung wurde vom Vorstand ernannt; sie und das Support-Team arbeiteten allen Teilprojekten zu. Sitz des Sonderforschungsbereichs war das Alfried-Krupp-Haus in Berlin. Die Alfried Krupp von Bohlen und Halbach-Stiftung stellte es der Freien Universität Berlin für die Laufzeit des SFB 700 zur Verfügung.

## Wissenschaftliche Aufgabe
Die wissenschaftliche Arbeit des SFB 700 folgte der Frage nach den Bedingungen von Governance in politisch-geographischen Räumen, deren Staatlichkeit beispielsweise auf Grund von Transformationsprozessen, durch das Zerfallen von Staaten oder wegen Krisen und (auch militärisch ausgetragener) Konflikte begrenzt ist: „Wie und unter welchen Bedingungen werden Governance-Leistungen in den Bereichen Herrschaft, Sicherheit und Wohlfahrt in Räumen begrenzter Staatlichkeit erbracht, und welche Probleme entstehen dabei?“ Es wurde somit versucht, wissenschaftlich die besonderen Bedingungen und Herausforderungen zu erfassen, vor denen die Etablierung von Herrschaft sowie die Gewährleistung von Sicherheit und Wohlfahrt in Räumen stehen, die durch das Fehlen einer funktionierenden Staatlichkeit gekennzeichnet sind. Der SFB 700 legte einen „konstruktivistischen Raumbegriff“ zugrunde, dem zufolge der „Raum“ erst durch eine Bedeutungszuschreibung entsteht und daher flexibel ist – stets können sich neue Räume bilden und alte unbedeutsam werden. Der Begriff Governance zielte entsprechend der Definition des SFB 700 auf einen „Output“, nämlich „verbindliche Regeln oder kollektive Güter“.
Der SFB 700 gab folgendes Vorgehen zu seiner Forschung an:
In der ersten Förderungsperiode (2006–2009) sei vor allem die Reisefähigkeit sozialwissenschaftlicher Konzepte wie „Governance“ und „Staatlichkeit“ in Räumen begrenzter Staatlichkeit überprüft und kritisch hinterfragt worden.
Aufbauend auf diesen Ergebnissen sei es in der zweiten Förderungsperiode (2010–2013) vor allem darum gegangen, die lokalen Spezifika von Governance (bzw. ihrer Abwesenheit) im Rahmen von unterschiedlichen Forschungszielen zu untersuchen. So wurde beispielsweise gefragt, wann und unter welchen Bedingungen Akteure öffentliche Aufgaben übernehmen, wenn dies der Staat nicht tut.
In der letzten Förderperiode (2014–2017) widmete sich der SFB 700 der Ausarbeitung einer empirisch gesättigten Theorie des Regierens in Räumen begrenzter Staatlichkeit. Außerdem sollten Konsequenzen der Forschungsergebnisse und ihre Implikationen für die Politik untersucht werden.
Es wurde vermutet, dass vier Gruppen von Erfolgsbedingungen effektiver Governance in Räumen begrenzter Staatlichkeit erklären können:
1. Institutionelle Arrangements
2. (Rest-)Staatlichkeit und funktionale Äquivalente
3. (Empirische) Legitimität
4. Soziale Integration und Vertrauen[12]

## Kontroverse
Der SFB 700 wurde besonders zu Beginn in einigen Kreisen der Studentenschaft des Otto-Suhr-Instituts, aber auch in Teilen der Berichterstattung über die Arbeit des Sonderforschungsbereiches kritisch gesehen. Hauptpunkte der Kritik waren, der SFB 700 unterstütze mit seiner Arbeit „militärische Interventionen“ und „neokoloniale Entwicklungen und Strategien“ sowie eine angebliche Nähe des SFB 700 zu Politik und politischen Interessen allgemein, mithin eine nicht unabhängige Forschung. In der vom Bund demokratischer Wissenschaftlerinnen und Wissenschaftler (BdWi) herausgegebenen Zeitschrift Forum Wissenschaft sowie auf den Internetseiten des BdWi wurde am 15. November 2009 ein Artikel veröffentlicht, der sich kritisch mit dem SFB 700 auseinandersetzt und darlegt, von Wissenschaftlern des SFB 700 seien auch im Auftrag des Bundesministeriums der Verteidigung in Afghanistan Forschungen durchgeführt worden. Diese Auftragsarbeit gehe teilweise in die Publikationstätigkeit der damals auch beim SFB 700 angestellten Wissenschaftler ein. Der Artikel kommt zu dem Ergebnis, dass ein unkritisches „Selbstverständnis zumindest für weite Teile des SFB 700 repräsentativ“ sei und der Fall belege, „dass sich von unkritischer, also schlechter Wissenschaft allemal besser leben lässt, als von prinzipiell gesellschaftskritischer.“ Der Tagesspiegel berichtete am 6. Juni 2013, dass von einer Gruppe Studierender des Otto-Suhr-Instituts kritisiert werde, in einer Studie des SFB 700 werde der Afghanistankrieg rückwirkend legitimiert.  Auch wurde der Sonderforschungsbereich 700 mit Unregelmäßigkeiten in Berufungsverfahren am Otto-Suhr-Institut in Zusammenhang gebracht, worüber im Berliner Tagesspiegel am 30. Oktober 2008 berichtet wurde.